# プネウマ
プネウマ（古代ギリシア語: πνεῦμα, pneuma）とは、気息、風、空気、大いなるものの息、ギリシア哲学では存在の原理、呼吸、生命、命の呼吸、力、エネルギー、聖なる呼吸、聖なる権力、精神、超自然的な存在、善の天使、悪魔、悪霊、聖霊などを意味する。動詞「吹く」（古希: πνέω）を語源とする（ネウマ譜と同じ語源）。
キリスト教でも使われ、日本では「聖霊」、日本ハリストス正教会では「神（しん）」と訳す。

## ギリシア哲学
プネウマ (pneuma) はもともと気息、風、空気を意味したが、ギリシア哲学では存在の原理とされた。
アナクシメネスは万物の根源、宇宙全体を包括している物質とした。
空気中のプネウマ（精気、空気、気息）が体内に取り込まれ生体を活気づけるとヒポクラテスらは考え、アリストテレスは植物プシュケー、動物プシュケー、理性プシュケーの3種のプシュケー（精気）を区別し、ローマのガレノスも肝臓にある自然精気、心臓にある生命精気 (pneuma zoticon) 、脳にある動物精気 (pneuma physicon) の3つを考えた。
アリストテレスやガレノスのプシュケー（精気）をスピリトゥスとして標記する研究もある。